# IC 3236
IC 3236 је спирална галаксија у сазвјежђу Дјевица која се налази на листи објеката дубоког неба у Индекс каталогу.
Деклинација објекта је + 10° 6' 6" а ректасцензија 12h 23m 0,2s. Привидна величина (магнитуда) објекта IC 3236 износи 15,7 а фотографска магнитуда 16,5.